# Ferrovia Giaffa-Gerusalemme
La ferrovia Giaffa-Gerusalemme è la prima linea ferroviaria a essere stata costruita sul territorio dell'odierno Stato d'Israele. La ferrovia è stata costruita come linea a scartamento ridotto (1000 mm) dall'Impero ottomano per collegare la città costiera di Giaffa e il suo porto con Gerusalemme.
Dal secondo dopoguerra, la linea ha subito molteplici interventi di rinnovamento, tra cui il passaggio allo scartamento normale (1435 mm). Inoltre, il suo capolinea occidentale non è più a Giaffa, in quanto la linea si connette con la ferrovia costiera presso la stazione di Tel Aviv-HaHagana, mentre il capolinea orientale non è più Gerusalemme, bensì Gerusalemme-Malha.

## Percorso
|  | Unknown route-map component "exKBHFa" |

|  | Unknown route-map component "exBHF" |

|  | Unknown route-map component "exBHF" |

| Unknown route-map component "CONTgq" | Unknown route-map component "xKRZu" | Unknown route-map component "CONTfq" |

|  | Unknown route-map component "KDSTxa" |

|  | Unknown route-map component "ABZg+l" | Unknown route-map component "CONTfq" |

|  | Unknown route-map component "ABZgl" | Unknown route-map component "CONTfq" |

|  | Station on track |

| Unknown route-map component "exCONTgq" | Unknown route-map component "eABZg+r" |  |

|  | Station on track |

|  | Unknown route-map component "ABZg+l" | Unknown route-map component "CONTfq" |

|  | Station on track |

| Unknown route-map component "CONTgq" | Unknown route-map component "ABZgr" |  |

|  | Station on track |

|  | Unknown route-map component "eBHF" |

|  | Unknown route-map component "eBHF" |

| Unknown route-map component "CONTgq" | Unknown route-map component "ABZgr" |  |

|  | Unknown route-map component "eBHF" |

| Unknown route-map component "exCONTgq" | Unknown route-map component "eABZgr" |  |

|  | Station on track |

|  | Unknown route-map component "eBHF" |

|  | Unknown route-map component "eBHF" |

|  | Station on track |

|  | Unknown route-map component "KBHFxe" |

|  | Unknown route-map component "exKBHFe" |